# Rhynchomicropteron bifidspinarum
Rhynchomicropteron bifidspinarum är en tvåvingeart som beskrevs av Ronald Henry Lambert Disney 1998. Rhynchomicropteron bifidspinarum ingår i släktet Rhynchomicropteron och familjen puckelflugor. Inga underarter finns listade i Catalogue of Life.